# علاء الدين الكندي
علاء الدين الكندي الوداعي ولد حوالي عام 640 ه‍/ 1242م، والمتوفي عام 716 ه‍/ 1316م، أديب، شاعر، كاتب، منشئ ومحدث.

## السيرة
هو علي بن المظفر بن إبراهيم الكندي الوداعي، علاء الدين. 
ولد في الإسكندرية، ثم انتقل إلى دمشق وتوفي فيها.يعرف بكاتب ابن وداعة، وابن وداعة هذا هو: عز الدين عبد العزيز بن منصور بن وداعة الحلبي،  كان الناصر بن العزيز ولاه شد الدواوين بدمشق، ثم ولاه الظاهر بيبرس وزارة الشام،  فكان علاء الدين كاتبه، فاشتهر لملازمته الطويلة له.
كان فاضلاً أديباً شاعراً حاملاً لواء البديع في التورية وغيرها وكان ابن نباته عيالاً عليه وسارقاً منه وعقد ابن حجة له في الخزانة فصلاً لسرقاته منه وكان قد درس بالشام وشاركه الذهبي في السماع، وكتب بديوان الانشاء .

## من شعره
وقوله :
وقال على لسان صديق يهوى مليحا في أذنه لؤلؤة :

## في المصادر
جاء في الدرر الكامنة : انه ينسب الى ابن وداعة عز الدين عبد العزيز بن منصور ابن وداعة الحلبي كان الناصر بن العزيز ولاه شد الدواوين بدمشق ثم ولاه الظاهر بيبرس وزارة الشام فكان علاء الدين الوداعي كاتبه فاشتهر بالنسبة اليه لطول ملازمته له . وتلا السبع على علم الدين اللورقي وابن ابي الفتح وطلب الحديث فسمع من ابن ابي طالب ابن السروي ومن عبد الله بن الخشوعي وعبد العزيز الكفرطابي والصدر البكري وعثمان بن خطيب القرافة وابراهيم بن خليل قرأ عليه بنفسه المعجم الصغير للطبراني وابن عبد الدائم ومن بعدهم ، قال البرزالي جمعت شيوخه بالسماع من سنة اربعين فما بعدها فبلغوا نحو المائتين واشتغل في الآداب فمهر في العربية وقال الشعر فأجاد وكتب الدرج بالحصون مدة ثم دخل ديوان الانشاء في آخر عمره، بعد سعي شديد وكان لسانه هجاء، فكان الناس ينفرون عنه لذلك، كان شديداً في مذهب التشيع من غير سب ولا رفض ، وزعموا انه كان يخل بالصلاة وولي الشهادة بديوان الجامع ومشيخة الحديث النفيسية، وجمع تذكرة في عدة مجلدات تقرب من الخمسين وقفها بالسميساطيه وهي كثيرة الفوائد .
قال الذهبي:وسمعت مع الشيخ الأديب العلامة البليغ المحدث المفيد علاء الدين علي بن مظفر بن إبراهيم الكندي الدمشقي كاتب ابن وداعة، ولد على رأس الأربعين وست مائة وتلا بالسبع على العلم ابي القاسم، وسمع من ابن أبي الحسن وإبراهيم بن خليل وابن عبد الدائم وخلق وكتب الأجزاء وحصل ثم تعانى الإنشاء وخدم، وكان قليل الدين متهاوناً بالصلاة، في عقيدته مقال، إلا أنه مثبت فيما ينقله، توفي سنة ست عشرة وسبع مائة.
قال ابن رافع سمع منه الحافظ المزي وغيره وكان قد سمع الكثير وقرأ بنفسه وحصل الاصول ومهر في الادب وكتب الخط المنسوب ، سألت الكمال الزملكاني عنه فقال اشتغل في شبيبته كثيراً بانواع من العلوم وقرأ بالسبع وقرأ الحديث وسمعه وحصل طرفاً من اللغة وكان له شعر في غاية الجودة فيه المعاني المستكثرة الحسان التي لم يسبق الى مثلها وكان يكتب للوزير ابن وداعه ويلازمه ثم نقصت حاله بعده ولم يحصل له انصاف من جهة الوصلة ولم يزل يباشر في الديوان السلطاني ، وقال البرزالي: انه توفي ببستانه عند قبة المسجف،  ودفن بالمزة. وكان قد باشر مشيخة دار الحديث النفيسية عشر سنين الى ان مات، وقرأ صحيح البخاري مرات وجمع كتاب سماه التذكرة الكندية وهو أكثر من خمسين مجلداً ووقفه بالخانقاه الشميساطية واكثره فوائد أدبية واشعار.
ونص على تشيعه الصفدي في الوافي بالوفيات
.
وكانت له ذؤابة بيضاء الى أن مات وفيها يقول :
ومن لطائفه قوله :
وله :
وله وكتبهما عنه الرشيد الفارقي وكان يستجيدهما :
وله :
وله :
وله:
أخبرني أبو الحسن ابن أبي المجد بقراءتي أنشدنا الوداعي لنفسه اجازة وهو آخر من حدث عنه :
وله :

## مؤلفاته
له ديوان شعر وكتابه التذكرة الكندية ، قال ابن كثير في تاريخه إنه جمع كتاباً في خمسين مجلّداً فيه علوم جمّة أكثرها أدبيات سماه التذكرة الكندية وقفها بالسميساطية، 
ورد ذكرها في كشف الظنون بثلاثة عناوين : تذكرة الوداعي والتذكرة العلائية والتذكرة الكندية .
وله من الشعر قوله :
وجاء في النجوم الزاهرة : انه مات ببستانه في دمشق 17 رجب (716 ه‍) ودفن بالمزّة.